# 김병오 (정치인)
김병오(金炳午, 1935년 4월 6일~)는 대한민국의 제11·14대 국회의원을 지낸 정치인이다. 본관은 김해이며, 전라북도 남원시 출생이다. 김주열 열사의 당질이다.

## 학력
- 전주북중학교 졸업
- 전주고등학교 졸업
- 고려대학교 문리과대학 정경학부 정치외교학 학사

## 경력
- 1981년: 11대 국회의원(민한당, 구로구)
- 1984년: 민추협 발기인
- 1985년: '고려대 앞 사건'으로 구속
- 1991년: 신민주연합당 구로구 병 지구당위원장
- 1992년: 14대 국회의원(민주당, 구로구 병)
- 1995년: 새정치국민회의 구로구 을 지구당위원장
- 경일고등공민학교 설립 교장
- 민주헌법쟁취 국민운동본부 홍보위원장 및 상임집행위원
- 민주당 정책위원회 의장
- 민주당 중앙위원회 의장
- 2000년: 국회사무총장
- 2002년: 사단법인 민주화 추진협의회 공동의장
- 평화민주당 구로갑지구당 위원장 및 중앙당 인권위원회 부위원장

## 역대 선거 결과
|  | 13.42% |

|  | 24.69% |

|  | 22.49% |

|  | 44.27% |

|  | 39.52% |

## 같이 보기
- 구로구 (선거구)
- 서울 구로구의 국회의원
- 구로구 병
- 대한민국의 국회사무총장